# The Tale
The Tale è un film del 2018 diretto da Jennifer Fox.

## Trama
Jennifer Fox è una documentarista che all'età di 48 anni si rende conto di essere stata abusata da due adulti, di cui si fidava, all'età di 13 anni.